# Summis desiderantes affectibus
Summis desiderantes affectibus (в превод от латински: С най-силното желание) е папска була на римския папа Инокентий VIII, издадена в базиликата Свети Петър, Рим, на 5 декември 1484 г., с която се постановява необходимостта от унищожаване на ересите и магьосничеството в Рейнската област.

## История, съдържание и последици
Булата официално признава съществуването на вещици, и дава пълното папско одобрение на действията на Инквизицията с разрешение да се използват всички необходими средства. Предоставят се извънредни пълномощия на инквизиторите доминиканци Хайнрих Крамер и Якоб Шпренгер – бъдещите автори на известния трактат по демонология „Malleus Maleficarum“ (Чук за вещиците). В помощ на инквизиторите папата изпраща и възлюбения си син – магистъра Йохан Гремпер, духовник от Констанцката епархия. Опитите за възпрепятстване действията на инквизиторите се наказват с отлъчване от църквата.
За повод за издаване на булата, вероятно са послужили жалбите на Крамер и Шпренгер, сблъскали се в някои области на Германия, с противодействие от страна на местните църковни власти.
Само за едно година след издаването на булата, която развързва ръцете на папските емисари за безпрецедентен по мащаби инквизиционен терор, в градовете на Рейнската област са наказани множество лица, обвинени в ереси и магьосничество (само във Вормс са изгорени живи 85 души). Народното недоволство, предизвикано от действията на Крамер, довежда до публичното изгонване на последния от Инсбрук през 1485 г.; при това самият инквизитор успява да избегне саморазправата единствено благодарение на застъпничеството на бриксенския епископ Георг Голсер.
Булата е включена като предисловие в „Malleus Maleficarum“, написана от Крамер и Шпренгер, и издадена в Шпайер около 1487 г. .

## Фрагмент
...Тъй като най-горещо желаем, както го изисква грижата на нашата пастирска институция, католическата вяра, особено в наши дни, да може да расте и процъфтява навсякъде и цялата еретическа лъжа сред вярващите да може да бъде изкоренена, с радост провъзгласяваме, а и повторно постановяваме, щото това наше богоугодно желание да постигне очакваните последствия... Неотдавна до нашите уши достигна твърде обезпокоителната новина, че в някои части на Горна Германия и особено в архиепископиите на Майнц, Кьолн, Трир, Залцбург и Бремен, в тамошните градове, земи, местности и епархии премного люде от двата пола, като пренебрегнали своето спасение и се отвърнали от католическата вяра, изпаднали в плътски грях с демоните (инкуби и сукуби) и със своето магьосничество, чародейство, заклинания и други ужасни, суеверни, порочни и престъпни деяния причинявали на жените преждевременно раждане, докарвали болест на приплода на животните, пакостели на реколтата, на гроздето и овощията; разваляли, душели и погубвали мъжете, жените, животните, домашния добитък и другите видове животни, също така лозята, градините, ливадите, пасищата, зърното и други видове плодове. Те даже причинявали на мъжете и жените, на целия едър и дребен добитък, на животните такива страшни вътрешни и външни болки, съпроводени с невъобразими мъки. Те пречели на мъжете да оплождат, а на жените да зачеват, правели така, че мъжете и жените да не могат да изпълняват съпружеските си задължения. Свръх това с кощунствени уста те се отричали от вярата, която са приели при светото кръщение. Те не проявявали никакъв страх и пред още други лековерни, грешни и порочни неща, към които ги подбуждал врагът на човешкия род и извършвали споменатите грехове, като при това подхвърляли на опасност душите си и оскърбявали божието величие и по този начин давали на премного хора лош пример и предизвиквали възмущение...Затова с помощта на това наше писмо отстраняваме всички препятствия, които биха попречили по някакъв начин на изпълнението на задълженията на споменатите инквизитори, та заразата на еретическите нелепости и на други подобни злодейства да не може и занапред да отравя още невинни хора, и искаме да дадем на споменатите инквизитори съответни средства, каквото е съответно задължението на нашата институция...